# Willy Wolfermann
Willy Wolfermann (* 1898; † 1973) war ein hessischer Politiker (Zentrum, CDU Hessen), Bürgermeister von Kriftel und langjähriger Landesgeschäftsführer des Zentrums bzw. der CDU.
Willy Wolfermann machte eine Handwerkslehre arbeitete als Schlosser und als Weißbinder. Später arbeitete er für die Deutsche Reichsbahn. 1919 trat er dem Windthorstbund und 1920 der Zentrumspartei bei. Nach der Hyperinflation verfügte der Verband der Zentrumspartei in Hessen-Nassau 1924 über die Mittel, einen hauptamtlichen Generalsekretär zu berufen. 1924 bis 1930 war er Generalsekretär der Frankfurter sowie der nassauischen Zentrumspartei.
1930–1933 war Willy Wolfermann Organisationsleiter der katholischen männlichen Jugend im Jugendhaus Düsseldorf (das Jugendhaus Düsseldorf war seit 1908 Generalsekretariat für Zentralverband der Katholischen Jünglingsvereine Deutschlands mit 115 Mitarbeitern) und Mitglied in der Reichsleitung des Katholischen Jungmännerverbandes.
In der Zeit des Nationalsozialismus konnte er seine politische Arbeit nicht fortsetzen. Nach Kriegsende gehörte er zu den Gründern der CDU und war 1945 bis 1946 Vorsitzender der CDU im Main-Taunus-Kreis. 1945 bis 1946 amtierte er als Bürgermeister von Kriftel. 1946 gehörte er auch zu dem Mitgründern der JU Hessen. Nach seinem Ausscheiden als Bürgermeister arbeitete er hauptberuflich für seine Partei. 1946 bis 1948 war er Bezirksgeschäftsführer der CDU Frankfurt (der damalige Bezirk umfasste die CDU Frankfurts und der umgebenden Kreise) und 1948 bis 1960 Landesgeschäftsführer der CDU Hessen.
Als Landesgeschäftsführer war er zunächst ein Unterstützer der linken Politik Werner Hilperts. Nach der verlorenen Landtagswahl in Hessen 1950 änderte sich der Kurs der Partei und Willy Wolfermann verlor das Vertrauen eines Teiles des Landesvorstandes. Er blieb aber im Amt und schied erst zum Jahreswechsel 1959/60 aus gesundheitlichen Gründen aus dem Amt.